# Anna Schwartz
Anna Schwartz, nata Jacobson (New York, 11 novembre 1915 – New York, 21 giugno 2012), è stata un'economista statunitense.
Lavorò presso il National Bureau of Economic Research di New York e scrisse per il New York Times.
Schwartz collaborò con il premio Nobel Milton Friedman per il testo Una storia monetaria degli Stati Uniti (A Monetary History of the United States, 1867-1960), pubblicato nel 1963. Questo libro attribuiva la colpa della Grande Depressione alla Federal Reserve. Robert J. Shiller descrive il libro come il "resoconto più influente" della Grande Depressione.
È stata anche presidente della Western Economic Association International nel 1988.
Schwartz fu inserita nella National Women's Hall of Fame nel 2013.

## Vita e formazione
Anna nacque l'11 novembre 1915 a New York, da Pauline (nata Shainmark) e Hillel Jacobson. Si laureò Phi Beta Kappa al Barnard College a 18 anni e conseguì il master in economia alla Columbia University nel 1935, a 19 anni. Iniziò la sua carriera come economista professionista un anno dopo.
Nel 1936 sposò Isaac Schwartz, un funzionario finanziario e laureato anch'egli alla Columbia University, con il quale ebbe quattro figli. Il suo primo articolo pubblicato fu nella Review of Economics and Statistics (1940), in cui scrisse, insieme ad Arthur Gayer e Isaiah Finkelstein, I prezzi delle azioni britanniche, 1811-1850.
Conseguì il dottorato di ricerca alla Columbia nel 1964.

## National Bureau of Economic Research
Dopo aver lavorato brevemente per il Dipartimento dell'Agricoltura degli Stati Uniti (1936) e per il Consiglio per la ricerca sulle scienze sociali della Columbia University (1936-1941); nel 1941 entrò a far parte del National Bureau of Economic Research. Lavorò nell'ufficio di New York di questo istituto per il resto della sua vita. All'epoca del suo arrivo, il National Bureau si occupava dello studio dei cicli economici.
Nel 1981 divenne nota al grande pubblico grazie al suo ruolo di direttore del Comitato sull'oro statunitense.
Fu nominata illustre fellow dell'American Economic Association (1993) e membro dell'American Academy of Arts and Sciences (2007).
Anche dopo una frattura all'anca e un ictus nel 2009, Schwartz rimase un'acuta e versatile ricercatrice.

## "Crescita e fluttuazioni nell'economia britannica"
In collaborazione con Arthur Gayer e Walt Whitman Rostow, ha prodotto il monumentale Crescita e fluttuazioni nell'economia britannica, 1790-1850 (Growth and Fluctuations in the British Economy, 1790-1850: An Historical, Statistical, and Theoretical Study of Britain's Economic Development). Fu pubblicato in due volumi nel 1953, dopo essere stato ritardato dalla seconda guerra mondiale per un decennio nonostante fosse già completato. È ancora molto apprezzato tra gli studiosi di economia del periodo. È stato ristampato nel 1975.
Gayer morì prima della pubblicazione del libro, ma gli altri due autori scrissero una nuova introduzione, che esaminava la letteratura sull'argomento apparsa dopo la data di pubblicazione originale. Vi ammettevano di aver sviluppato quella che definivano una "amichevole divergenza di vedute" sull'interpretazione di alcuni dei fatti che erano stati esposti nel libro. In particolare, Schwartz indicava di aver rivisto, alla luce delle recenti ricerche teoriche ed empiriche, la sua opinione sull'importanza della politica monetaria e la sua interpretazione dei movimenti dei tassi di interesse.

## Ricerca con Friedman
Su suggerimento di Arthur F. Burns, allora alla Columbia University e al National Bureau e che sarebbe poi diventato presidente del Federal Reserve degli Stati Uniti, Anna Schwartz e Milton Friedman iniziarono a collaborare per esaminare il ruolo della moneta nel ciclo economico. La loro prima pubblicazione fu Una storia monetaria degli Stati Uniti, 1867-1960, che ipotizzava che i cambiamenti nella politica monetaria hanno grandi effetti sull'economia, e attribuì gran parte della colpa della Grande Depressione alla Federal Reserve.
Il libro fu pubblicato nel 1963, insieme all'altrettanto famoso articolo La moneta e i cicli economici, pubblicato sulla Review of Economics and Statistics dove già era apparso il primo articolo di Schwartz. Scrissero insieme anche i testi Statistiche monetarie degli Stati Uniti (1970) e Tendenze monetarie negli Stati Uniti e nel Regno Unito: il loro rapporto con il reddito, i prezzi e i tassi di interesse, 1867–1975 (1982).

Il capitolo relativo alla depressione di Una storia monetaria fu intitolato "La grande contrazione" e fu ripubblicato come libro separato nel 1965. Alcune edizioni includono un'appendice in cui gli autori riportano il sostegno arrivato da parte di un'inattesa sorgente, durante un evento in loro onore, quando Ben Bernanke, presidente della Federal Reserve, fece questa dichiarazione:
"Lasciatemi concludere il mio discorso abusando leggermente del mio status di rappresentante ufficiale della Federal Reserve. Vorrei dire a Milton e ad Anna: riguardo alla Grande Depressione, avete ragione. L'abbiamo causata noi. Siamo molto dispiaciuti. Ma grazie a voi, non lo faremo più."

## Regolazione finanziaria
Anna Schwartz modificò nel tempo la sua opinione sulla regolamentazione finanziaria. Economisti, banchieri e responsabili politici sono da tempo preoccupati per la stabilità del sistema finanziario. In una serie di studi negli anni 1970 e 1980, Schwartz sottolineò che la stabilità del livello dei prezzi è essenziale per la stabilità del sistema finanziario.
Attingendo a documenti coprenti oltre due secoli, mostrava che i fallimenti aziendali non hanno conseguenze importanti per l'economia se si impedisce che i loro effetti si diffondano nel sistema finanziario. Anche le singole istituzioni dovrebbero poter fallire, non sostenute con il denaro dei contribuenti.

## Altre aree di lavoro
Altri interessi di Anna Schwartz sono stati la trasmissione internazionale dell'inflazione e dei cicli economici, il ruolo del governo nella politica monetaria, la misurazione della produzione delle banche e il comportamento dei tassi di interesse sulla deflazione e sugli standard monetari. In un'intervista a Barrons nel 2008, Schwartz disse che interventi come iniettare liquidità nei mercati e reagire alla crisi del credito con programmi ad hoc non erano la risposta adatta.
Lavorò anche al di fuori degli Stati Uniti. Alcuni anni fa il Dipartimento di Banche e Finanze della City University di Londra ha avviato un progetto di ricerca sulla storia monetaria del Regno Unito. Per molti anni Anna Schwartz fu consulente di quel progetto, facendo commenti sulle pubblicazioni, suggerendo linee di approccio, intervenendo di persona e discutendo con gli studenti e alle conferenze accademiche.

## Ultimi lavori
Dal 2002 al 2003 è stata presidente della International Atlantic Economic Society. È stata eletta fellow dell'American Academy of Arts and Sciences nel 2007. Dopo il 2007, ha concentrato i suoi interessi di ricerca sugli interventi ufficiali degli Stati Uniti nel mercato internazionale dei cambi, usando i dati della Federal Reserve a partire dal 1962.
Non aveva paura di parlare della crisi finanziaria del primo decennio del XXI secolo e di criticare le risposte delle istituzioni, come il sostegno di Ben Bernanke ai salvataggi delle banche e come i tassi di interesse tenuti costantemente bassi. Rispose anche a una critica a Friedman da parte di Krugman.
Nella sua carriera scrisse nove libri e pubblicò oltre 100 tra articoli e commenti accademici.

## Morte
Morì il 21 giugno 2012 nella sua casa di Manhattan, a New York, all'età di 96 anni. Suo marito Isaac era morto nel 1999; erano sposati da oltre 60 anni. Lasciò quattro figli, sette nipoti e sei pronipoti.

## Titoli honoris causa
- Università della Florida (1987)
- Stonehill College (1989)
- Iona College (1992)
- Rutgers University (1998)
- Emory University (2000)
- City University of New York Graduate Center (2000)
- Williams College (2002)
- Loyola University di Chicago, 2003
- City University Business School, Londra (2006)

## Libri
- Monetary History of the United States, 1867-1960 (con Milton Friedman), 1963 ISBN 0-691-00354-8
- Monetary Statistics of the United States: Estimates, Sources, Methods (con Milton Friedman), 1970 ISBN 0-87014-210-0
- Crescita e fluttuazioni nell'economia britannica, 1790-1850: uno studio storico, statistico e teorico dello sviluppo economico della Gran Bretagna (con Arthur Gayer e Walt Whitman Rostow), 1953 ISBN 0-06-492344-4
- Money in Historical Perspective (con un'introduzione di Michael D. Bordo e Milton Friedman), 1987 ISBN 0-226-74228-8